# Johann Justus Bode
Johann Justus Bode (* 1676 in Bodenburg im Braunschweigischen; † 12. Oktober 1719 in Coburg) war ein deutscher Astronom und Mathematiker.

## Leben
Bode studierte ab 1694 in Jena, dann in Helmstedt. Auf Empfehlung von Johann Andreas Schmidt erhielt er 1703 eine Stelle als Hauslehrer bei Herzog Johann Ernst von Sachsen-Saalfeld, dessen Söhne Wilhelm Friedrich und Karl Ernst er unterrichtete. Später wurde er deren Sekretarius und reiste mit dem älteren Prinzen unter anderem nach Wien, Holland und Frankfurt am Main, wo er 1711 der Krönung von Karl VI. beiwohnte. 1715 wurde Bode Professor für Mathematik und Metaphysik am Gymnasium Casimirianum in Coburg, starb jedoch bereits 1719. 
Bode erfand das Instrumentum universale Uranoscopico-horologico-geometricum, das er in einer Schrift beschrieb. Er publizierte auch eine Beschreibung der von ihm erfundenen „Spatzier-Sonnen-Uhr“ und eine neue Bearbeitung der Coburger Gymnasialgeschichte.

## Schriften (Auswahl)
- Instrumentum Universale Uranoscopico-Horologico-Geometricum. Hagen, Coburg 1717 (online).
- Curiöse Spatzier-Sonnen-Uhr: Auf Die Latitudinem 50 Gr. 20 Min. gerichtet. Eigenverlag, Coburg 1717 (online).